# Рогоз
Рого́з (лат. Týpha) — род растений семейства Рогозовые (Typhaceae). 
Рогозы — высокие болотные травы умеренного и тропического поясов Земли. Листья двурядные, длинные, лентовидные, цельнокрайные, без язычка в области влагалищно-пластиночного сочленения. Стебель заканчивается початковидным соцветием, верхняя часть которого образована бурыми мужскими цветками (тычинками), а нижняя, более толстая, коричневая — женскими (пестиками).

## Название
По Фасмеру, русское название растения происходит от корня рог.
У Даля отмечены и другие русские названия этого растения: рагоз, рагоза, рого́за́. В источниках XIX века это растение иногда называли палочником.
Рогоз так же называют камышом, хотя в ботанической классификации Камыш (Scirpus) — это совершенно другое растение из семейства Осоковые (Cyperaceae).

## Виды

### Список видов

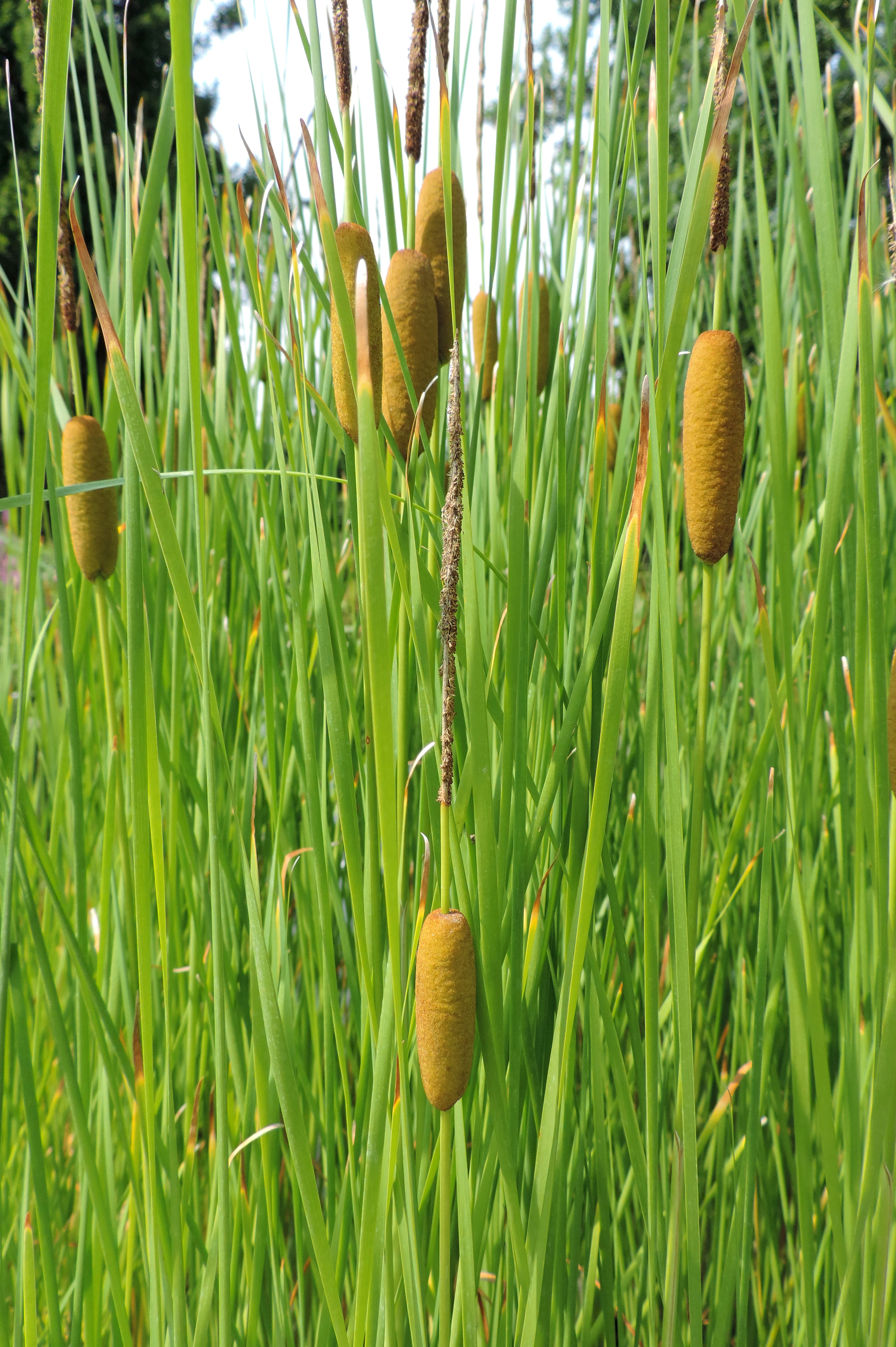
Typha lugdunensis

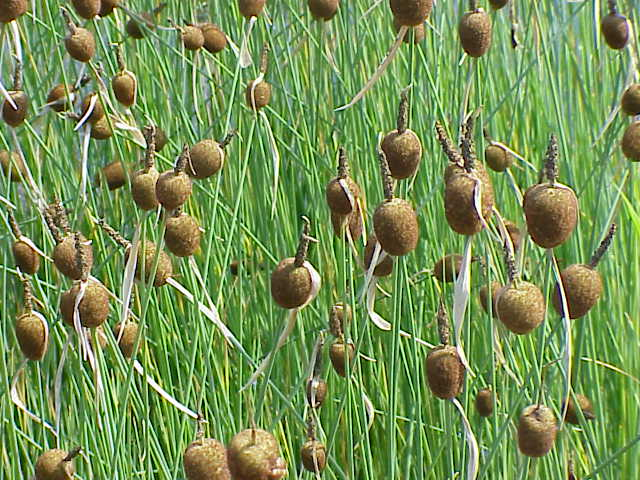
Typha minima

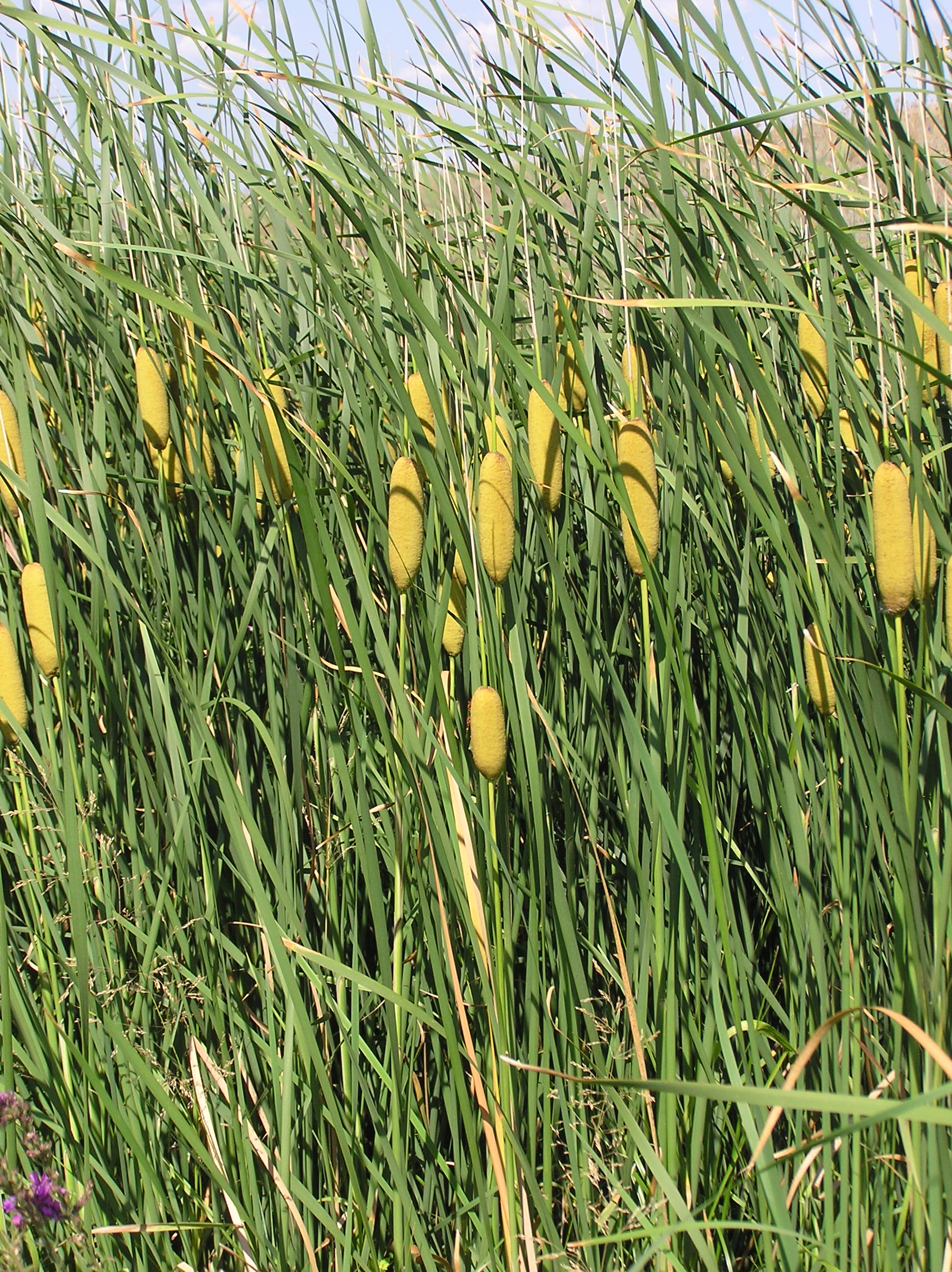
Typha laxmannii

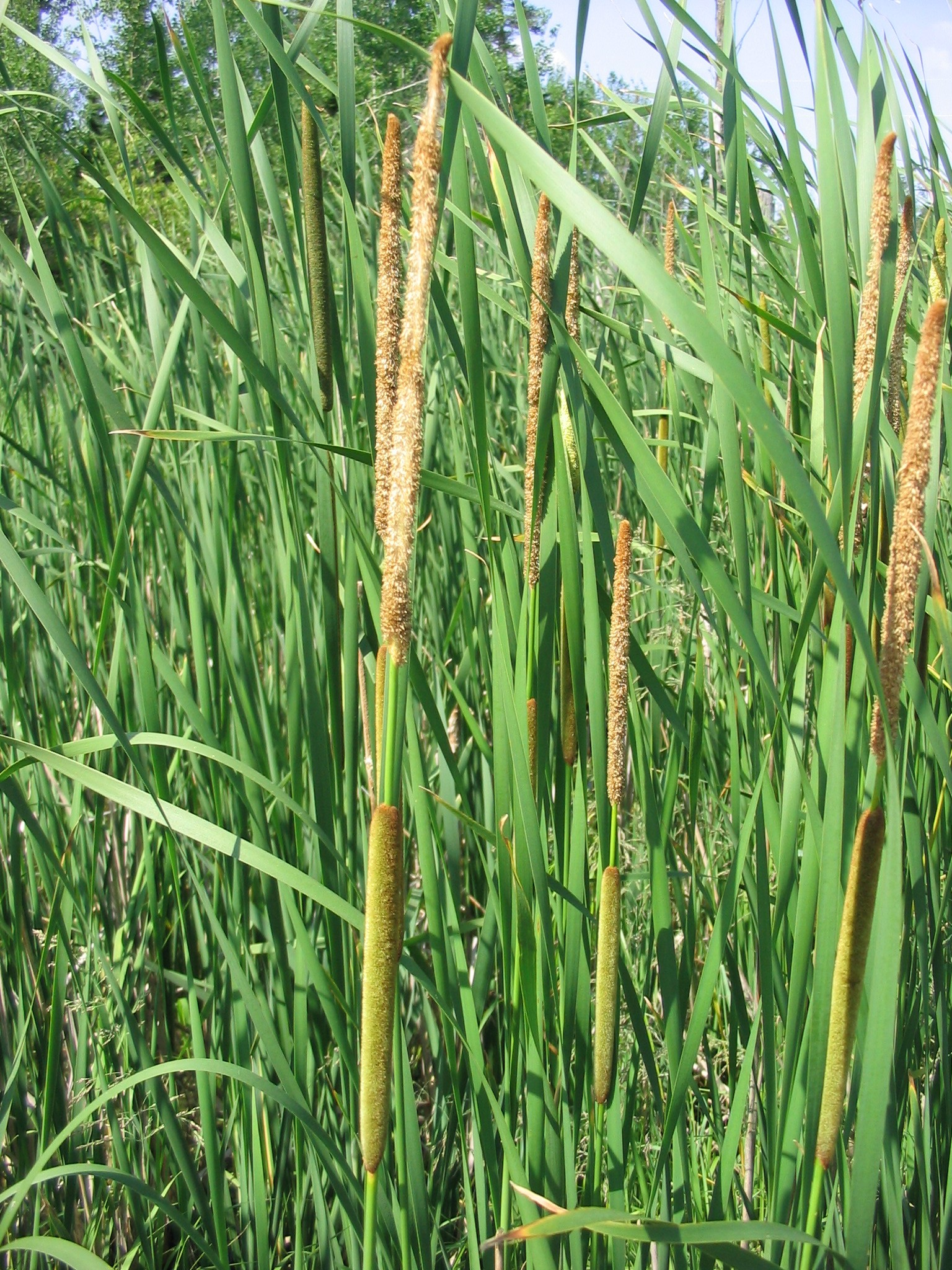
Цветушие соцветия-початки рогоза узколистного: сверху тычиночная часть, снизу — пестичная

Род по данным Королевских ботанических садов Кью включает 30 первичных и 7 гибридогенных видов:
- Typha albida Riedl (1970)
- Typha alekseevii Mavrodiev (1999)
- Typha angustifolia L. (1753) typus[1] — Рогоз узколистный
- Typha austro-orientalis Mavrodiev (2006)
- Typha azerbaijanensis Hamdi & Assadi (2003)
- Typha capensis (Rohrb.) N.E.Br. (1897)
- Typha caspica Pobed. (1950) — Рогоз каспийский
- Typha changbaiensis M.Jiang Wu & Y.T.Zhao (2000)
- Typha davidiana (Kronf.) Hand.-Mazz. (1938)
- Typha domingensis Pers. (1807) — Рогоз доминиканский
- Typha elephantina Roxb. (1832) — Рогоз слоновый
- Typha grossheimii Pobed. (1949) — Рогоз Гроссгейма
- Typha incana Kapit. & Dyukina (2008) — Рогоз седой[7]
- Typha joannis Mavrodiev (2001)
- Typha kalatensis Assadi & Hamdi (2003)
- Typha latifolia L. (1753) — Рогоз широколистный
- Typha laxmannii Lepech. (1801) — Рогоз Лаксмана, или Рогоз Лаксманна
- Typha lugdunensis P.Chabert (1850)
- Typha minima Funck (1794) — Рогоз малый
- Typha orientalis C.Presl (1851) — Рогоз восточный
- Typha pallida Pobed. (1949)
- Typha przewalskii Skvortsov (1943) — Рогоз Пржевальского
- Typha shuttleworthii W.D.J.Koch & Sond. (1844) — Рогоз Шуттлеворта
- Typha sistanica De Marco & Dinelli (1978)
- Typha subulata Crespo & Pérez-Mor. (1967)
- Typha tichomirovii Mavrodiev (2002)
- Typha turcomanica Pobed. (1949)
- Typha tzvelevii Mavrodiev (2002) — Рогоз Цвелёва
- Typha valentinii Mavrodiev (2000)
- Typha varsobica Krasnova (2002)

Гибридогенные виды
- Typha ×argoviensis Hausskn (1897) [= Typha latifolia × Typha shuttleworthii]
- Typha ×bavarica Graebn. (1900) [= Typha angustifolia × Typha shuttleworthii]
- Typha ×gezei Rothm. (1940) [= Typha angustifolia × Typha domingensis]
- Typha ×glauca Godr. (1844) [= Typha angustifolia × Typha latifolia]
- Typha ×provincialis A.Camus (1910) [= Typha domingensis × Typha latifolia]
- Typha ×smirnovii Mavrodiev (2000) [= Typha latifolia × Typha laxmannii]
- Typha ×suwensis T.Shimizu (1989) [= Typha latifolia × Typha orientalis]

### Рогоз узколистный
Typha angustifolia L.
Травянистый многолетник до 2 м высотой с толстым горизонтальным ветвистым корневищем. Листья линейные, до 1 см шириной. Цветки однополые в початках. Мужской и женский початки на одном побеге, женский — черновато-бурый или почти чёрный, отстоит на 2—8 см от мужского. В мужском цветке три тычинки, в женском — один сидящий на ножке пестик c ланцетовидным рыльцем. В женских початках, кроме нормальных, плодущих женских цветков, имеются видоизменённые женские цветки — карподии. Околоцветник как мужских, так и женских цветков представлен волосками. При плодах (орешках) волоски околоцветника остаются и разрастаются. Цветёт в середине лета.

### Рогоз широколистный
Typha latifolia L.
Широко распространён и образует большие заросли, особенно в Средней полосе России, отличается более широкими (до 2 см) листьями и почти соприкасающимися друг с другом мужским и женским початками.

## Распространение и среда обитания
Рогозы широко распространены в южной половине Евразии и Северной Америки. В европейской части России, по данным на 2015 год, встречается девятнадцать видов рогоза.
Виды рогозов растут по берегам водоёмов, на мелководьях, на травяных болотах, а также в разнообразных вторичных сырых и мокрых местах: канавах, кюветах, заброшенных карьерах, по обочинам дорог. Предпочитают кислые, заболоченные, но довольно богатые, иногда солонцеватые почвы и хорошо освещённые местообитания. Обычно за счёт вегетативного размножения образует обширные, но самоизрезывающиеся заросли, наибольшее число генеративных побегов развивается при глубине водоёма 60—90 см. Растение довольно устойчиво к колебанию уровня воды.

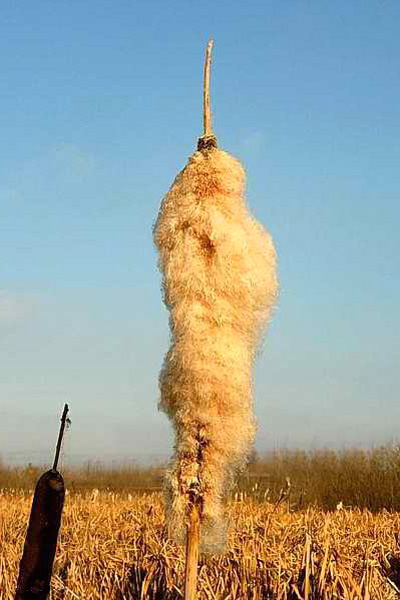
Соцветие-початок рогоза широколистного с созревшими осыпающимися семенами

## Хозяйственное значение и применение

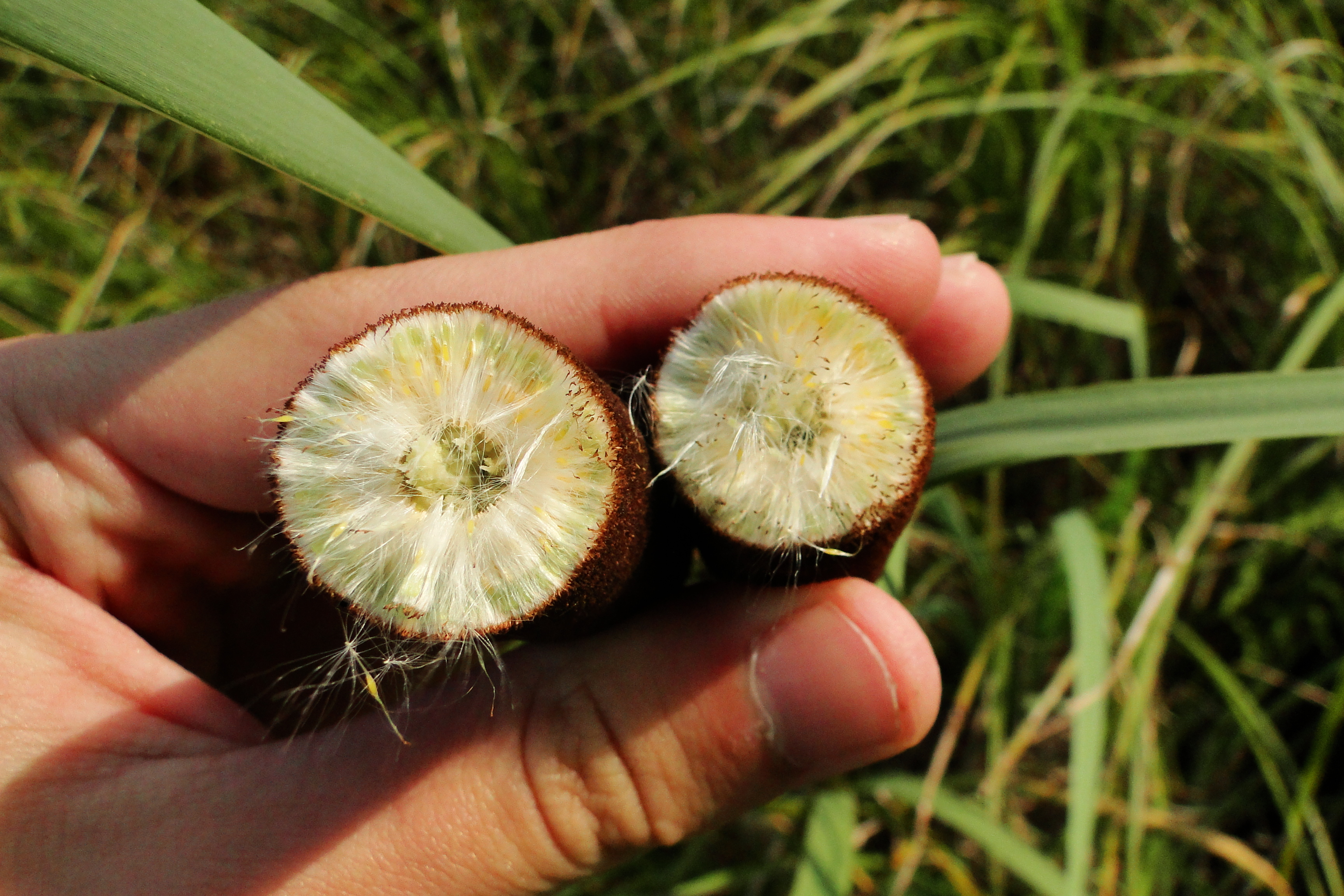
Соцветие-початок (часть с пестичными цветками и семенами) на изломе

### Пищевое использование
Корневища обоих видов содержат около 15 % крахмала и 2 % белка. На Кавказе из них делают муку или едят печёными. Молодые цветоносные побеги варят, по вкусу они напоминают спаржу. Их можно мариновать в уксусе и употреблять как салат. Питательная ценность колеблется в пределах от 72 до 87 ккал. на сто грамм.
Из высушенных и измельчённых корней рогоза готовят суррогат кофе.
Муку из рогоза начали делать уже 30 тыс. лет назад, гораздо раньше чем из зерновых культур. Урожайность рогоза до 80 центнеров с гектара.

### Лекарственное использование
В качестве лекарственного средства применяют корневища, листья, цветки, початки рогозов.
Цветки и початки используют как кровоостанавливающее средство при желудочном, кишечном, геморроидальном кровотечениях, при цистите, уретрите, в гинекологической практике. Сухим порошком соцветий присыпают кровоточащие раны, а пух початков, смешанный с топлёным маслом, применяют для лечения ожогов и отморожений. Отвар корневищ и настой листьев употребляют как вяжущее, противовоспалительное средство при энтероколите, дизентерии, при циститах, настои листьев — при сахарном диабете, отвар початков — при бронхиальной астме.
Сроки и способы заготовки
Корневища рогозов заготавливают осенью, по окончании вегетации. Молодые проростки цветоносных стеблей собирают в мае, листья и цветки — в июне. Початки собирают до первых морозов.

### Хозяйственное использование
Растения можно использовать для получения бумаги (правда, невысокого качества).
Листья используют для плетения корзин, циновок, верёвок, матов; стебли — как строительный материал. Волокно листьев может также служить для изготовления грубых упаковочных тканей, околоцветные щетинки — для получения целлюлозы, как теплоизоляционный материал, а также для набивки спасательных поясов и курток, так как они обладают высокой плавучестью. Из стеблей с женскими початками делают трости.
Рогоз используют для плетения хозяйственных сумок, корзин, циновок, ковриков, а также для декоративной отделки плетёных изделий из лозы. Для плетения используют листья; чтобы получить зелёный цвет, рогоз срезают в июле, красивый жёлтый — в конце августа — начале сентября. Растение обрезают на расстоянии 10—15 см от поверхности воды. Для сохранения цвета и эластичности листьев сушат в тени.
Волоски околоцветника, образующие при созревании плодов пух, может использоваться для набивки подушек, очистки воды.
Пух рогоза используется в художественной керамике. Добавленный в глину или шамот, он делает эти материалы более лёгкими и безусадочными. Может использоваться как топливо.